# Lijst van Surinaamse schrijvers
Hieronder staat een alfabetische lijst van Surinaamse schrijvers (uit Suriname of van Surinaamse afkomst). Dit kunnen prozaschrijvers zijn, maar ook dichters, essayisten of toneelschrijvers. Bij auteurs die onder pseudoniem publiceerden staat de werkelijke naam tussen haakjes vermeld.

## A
- Richard Abbenhuis
- Clark Accord
- Jnan Hansdev Adhin
- Robert Adjiet
- Elvira d'Agrella
- Willem Ahlbrinck
- Willy Alberga
- Nardo Aluman
- Karin Amatmoekrim
- Tj. Arkieman (Tjark Petzoldt)
- Reinier Artist
- Bernardo Ashetu (Henk van Ommeren)
- Assid (Gerard Hamer)

## B
- Rabin Baldewsingh
- Gerrit Barron
- E.J. Bartelink
- Rudy Bedacht
- Aphra Behn
- Bhai (James Ramlall)
- Hèlène Bonoo
- Wim Bos Verschuur
- Norma Bouterse
- Nel Bradley
- Hans Breeveld
- Marcel de Bruin
- Eddy Bruma
- John H de Bye

## C
- Edgar Cairo
- Cándani (Asha van den Bosch-Radjkoemar)
- Jules Chin A Foeng
- Willy Chin Joe
- A.C. Cirino
- Cornelius van Coll
- Guillaume Creebsburg

## D
- Kwame Dandillo (Pieter Polanen)
- R. Dobru (Robin Raveles)
- Thea Doelwijt
- Don Experientia (pseudoniem van ?)
- Ané Doorson (André Doorson)
- Frank Dragtenstein
- Eugène Drenthe
- Aleks de Drie

## E
- Hein Eersel
- Gail Eijk
- John Elskamp
- Orlando Emanuels

## F
- Hans Faverey
- Sherwood Feliksdal
- Eunice Fernand
- Deryck Ferrier
- Johan Ferrier
- Leo Ferrier
- Johan Fretz

## G
- Chitra Gajadin
- Tjait Ganga
- Rabin Gangadin
- Christina van Gogh
- Henna Goudzand Nahar
- Ruben Gowricharn
- Romeo Grot
- Trudi Guda

## H
- Ed Hart
- Ann Harris
- Albert Helman (Lou Lichtveld)
- Ilse Henar-Hewitt
- Herman Hennink Monkau
- Johan Herrenberg
- Maikel van Hetten
- Johann F. Heymans
- M.Th. Hijlaard
- Anne Huits
- Roué Hupsel

## J
- Rihana Jamaludin
- Harry Jong Loy

## K
- Johann Wilhelm Kals
- Kamala'imïn
- Effendi Ketwaru jr.
- Johannes King
- Mala Kishoendajal
- Radjen Kisoensingh
- J.G.A. Koenders
- Antoine de Kom
- Anton de Kom
- Ismene Krishnadath
- Rudi Kross
- Kwamina (verm. Alexander Lionarons)

## L
- Winston Leeflang
- John Leefmans
- Remy Leeuwin
- Tessa Leuwsha
- Alphons Levens
- Noni Lichtveld
- Rudie van Lier
- Winston Loe

## M
- Ken Mangroelal
- Joh.C. Marcus
- Paul Marlee (Paul Nijbroek)
- Armand Masé
- Jan Jacob Mauricius
- Cynthia McLeod
- Mechtelly (Mechtelli Tjin-A-Sie)
- Emilio Meinzak
- Paul Middellijn
- Marijke van Mil
- Raj Mohan
- Els Moor
- Noeki André Mosis
- Albert Mungroo
- Ruud Mungroo

## N
- Jit Narain (Djietnarainsingh Baldewsingh)
- David Nassy
- Kees Neer (Frederik Lansdorf)
- Annel de Noré (Netty Simons)

## O
- Richard O'Ferrall
- Ellen Ombre
- Benny Ooft
- Coen Ooft

## P
- André Pakosie
- Theo Para
- Eddy Pinas
- Luciën Pinas
- Chris Polanen
- Guillaume Pool
- Hugo Pos

## Q
- Jeffrey Quartier

## R
- Celestine Raalte
- Rita Rahman
- Munshi Rahman Khan
- Anil Ramdas
- Hélène Ramjiawan
- Rappa (Robby Parabirsing)
- Eugène Rellum
- Henri François Rikken
- Ririhpë
- Astrid Roemer
- Paul François Roos
- René de Rooy
- Rodney Russel
- G.G.T. Rustwijk

## S
- Emelina Sabajo
- Ruth San A Jong
- Cornelis van Schaick
- Johanna Schouten-Elsenhout
- Peter Schüngel
- Shrinivási (Martinus Lutchman)
- Rini Shtiam (Soerdjan Parohi)
- Marylin Simons
- Robert David Simons
- Alice Bhagwandai Singh
- Mahatam Singh
- Jozef Slagveer
- Michaël Slory
- S. Sombra (Stanley Slijngard)
- Ronald Snijders
- Sonja (Robert David Simons)
- Jeffrey Spalburg
- Johan George Spalburg
- John Gabriël Stedman
- Rudi Strijk
- Surianto (Ramin Hardjoprajitno)

## T
- Michael Tedja
- Wilfred Teixeira
- Goedoe Goedoe Thijm
- Martha Tjoe Nij
- Carry-Ann Tjong Ayong
- Trefossa (Henny de Ziel)
- Glynis Terborg
- Martha Tjoe Ny

## U
- Ultimus (Richard O'Ferrall)
- Mustapha Usman

## V
- Josta Vaseur
- Vene (Ronald Venetiaan)
- Corly Verlooghen (Rudy Bedacht)
- Bea Vianen
- Hugo van Vliet
- Dorus Vrede
- Annette de Vries

## W
- Eugene Waaldijk
- Johan van de Walle
- Thomas Waller
- Joanna Werners
- Tëmeta Wetaru
- W.E.H. Winkels
- Julian With
- Frits Wols (E.W. Wong Loi Sing)
- Louise Wondel
- Dorothee Wong Loi Sing